# Шишкинские писаницы
Ши́шкинские пи́саницы — памятник наскального искусства, расположенный на четырех участках вдоль правого берега р. Лена, вблизи поселка Качуг Иркутской области. Он насчитывает более трех тысяч рисунков, а его протяженность составляет около 3,5 километра. Самые древние петроглифы датируются эпохой неолита, а наиболее поздние - поздним средневековьем - этнографическим временем (XVI-XIX вв. н.э.). На скалах изображены различные зооморфные образы, мифические существа, сцены охоты и перекочевки. Присутствуют как изображения, выполненные с использованием охры, так и гравированные и нанесенные в технике пикетажа. Петроглифы находятся под угрозой уничтожения, в первую очередь в результате вандальной деятельности человека.

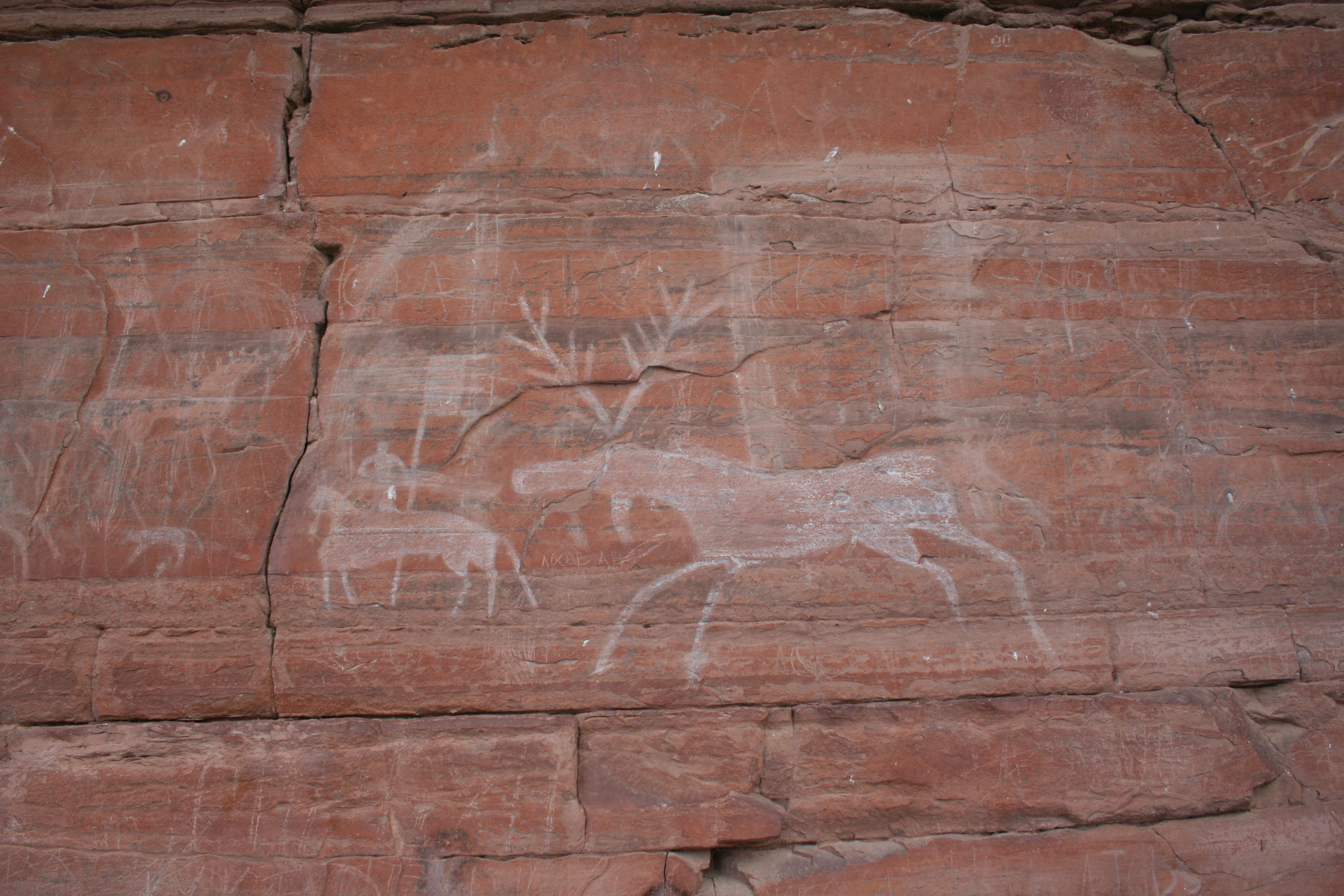

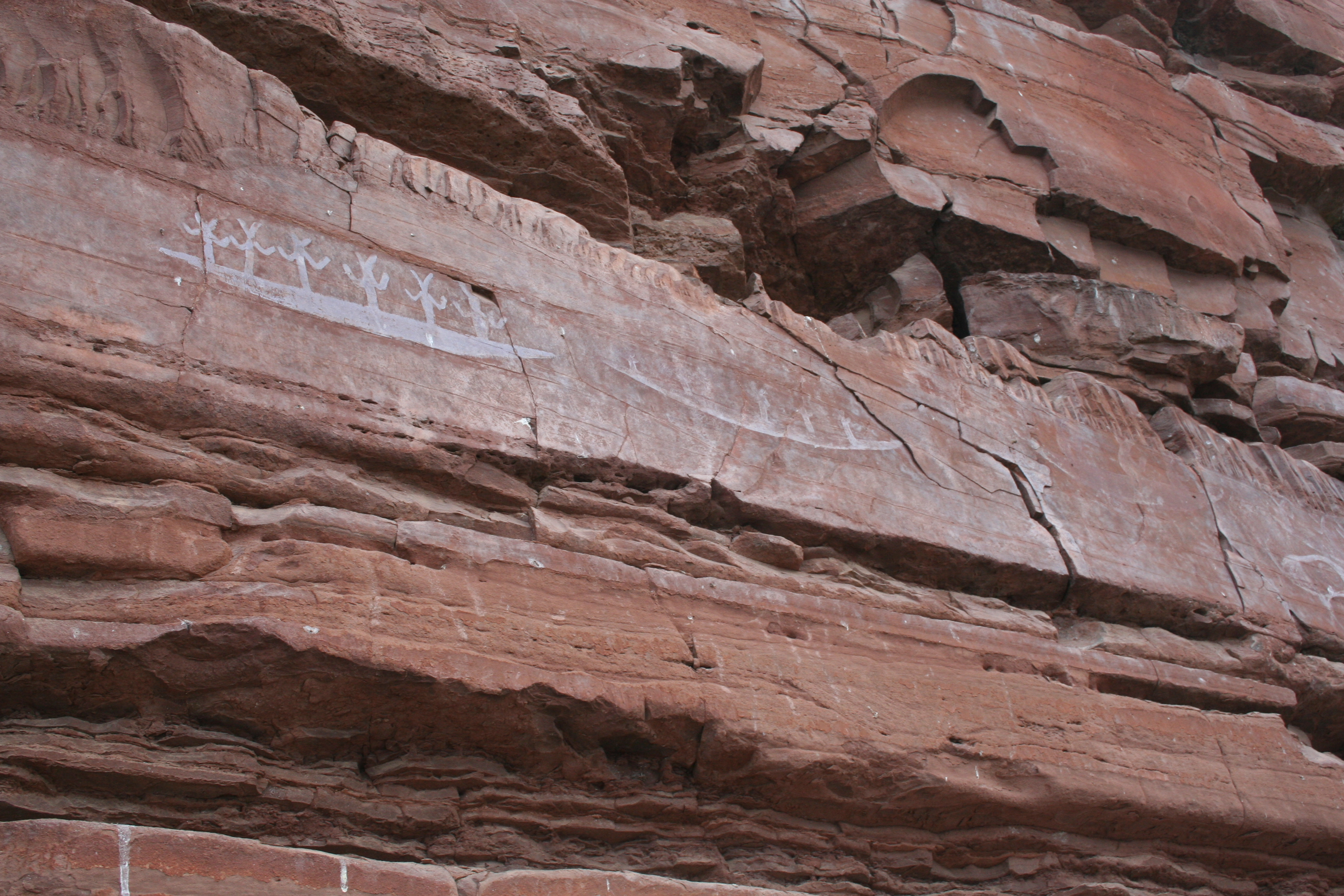

Предупреждение

## Интересные факты
- Одно из изображений древнего всадника из Шишкинских писаниц взято в качестве герба для республики Саха (Якутия)[1].